# Haliclona fibulata
Haliclona fibulata är en svampdjursart som först beskrevs av Schmidt 1862.  Haliclona fibulata ingår i släktet Haliclona och familjen Chalinidae. Inga underarter finns listade i Catalogue of Life.